# Лінія Вагнера
Лінія Вагнера, або лінія Пригожина, — лінія систем оборонних споруд російських військ, створена з метою стримувати наступ української бронетехніки. Ця лінія зводиться військовим формуванням ПВК «Вагнер» у Луганській та Донецькій областях України та Білгородській області Росії. Будівництво лінії почалося на тлі російського вторгнення в Україну.

## Історія
19 жовтня 2022 року з'явилися перші згадки про будівництво так званої «лінії Вагнера» в окупованих Луганській та Донецькій областях України. Керівник російської приватної компанії «Вагнер» Євген Пригожин заявив, що ця лінія повинна служити для захисту підрозділів збройних сил РФ. Опубліковані в російських ЗМІ карти показують, що оборонні споруди теоретично мають захищати територію, зайняту російськими військами до 24 лютого 2022 року. Пізніше з'явилися новини про другу лінію оборонних споруд схожого типу, що будуються на поблизу україно-російського кордону в Білгородської області Російської Федерації.
Знімки, отримані від Європейського космічного агентства, показують, що перша ділянка траншеї в Луганській області була вирита 25 вересня 2022 року, друга — між 30 вересня та 5 жовтня. За даними CNN, згідно з опублікованими планами будівництва, лінія в Луганській області повинна протягтися на 217 км.

## Характеристики та оцінки ефективності
На опублікованих знімках було зафіксовано, що оборонні споруди складаються з траншей та двох або чотирьох рядів протитанкових укріплень «зуби дракона». Російська служба BBC, оцінивши знімки лінії, доходить висновку, що бетонні блоки були встановлені без дотримання основних принципів спорудження протитанкових перешкод, оскільки «зуби дракона» розташовані не в шаховому порядку, не вриті частково в землю і не замасковані.